# Ngân hàng Thương mại Cổ phần Công Thương Việt Nam
Ngân hàng TMCP Công Thương Việt Nam (tên giao dịch quốc tế: Vietnam Joint Stock Commercial Bank For Industry And Trade)  tên viết tắt: "VietinBank", là một ngân hàng thương mại lớn của Việt Nam.

## Lịch sử

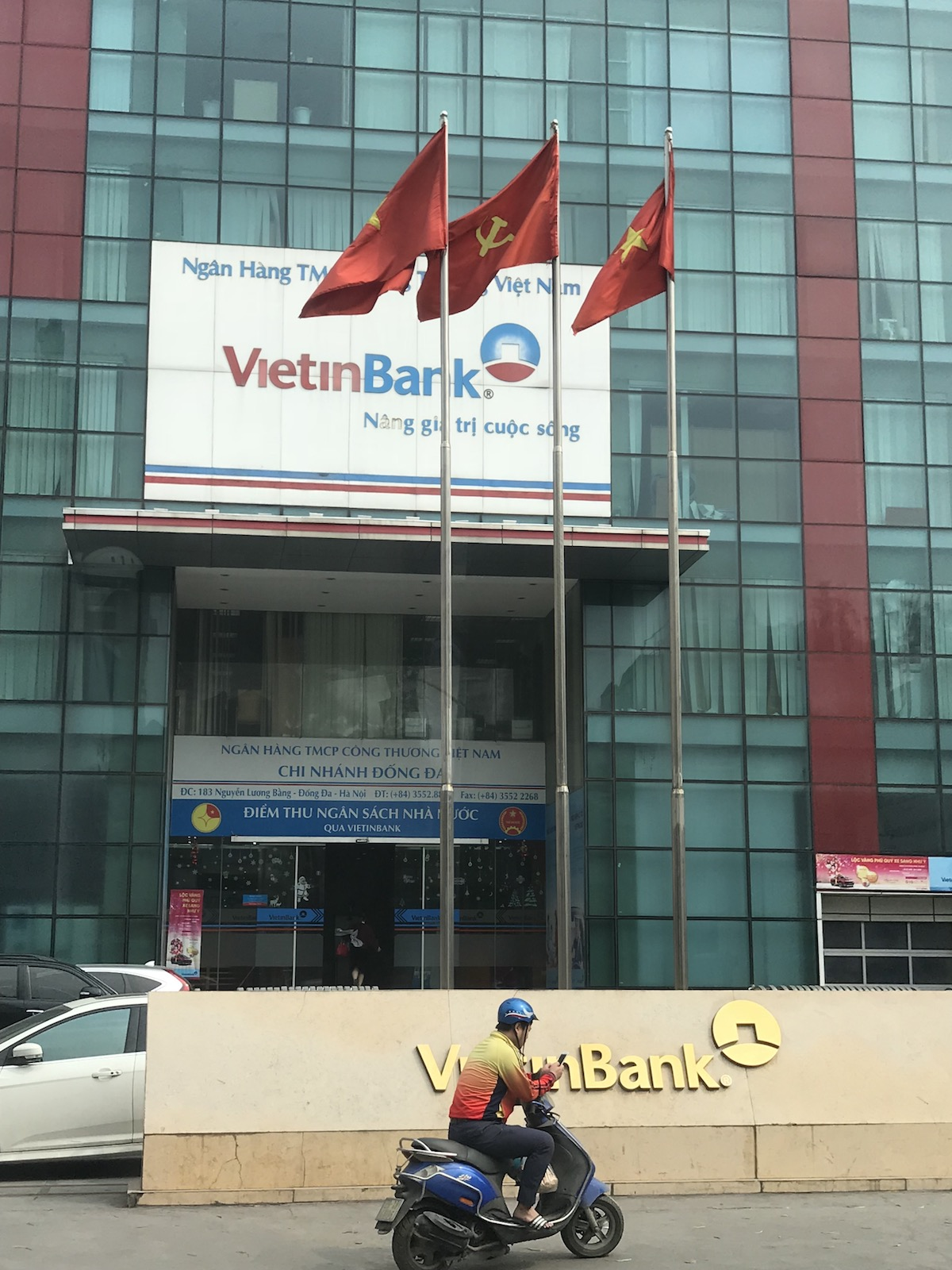
Một trụ sở giao dịch tại phố Nguyễn Lương Bằng, quận Đống Đa, Hà Nội

Được thành lập từ năm 1988 sau khi tách ra từ Ngân hàng Nhà nước Việt Nam. Tên giao dịch ban đầu là INCOMBank. Năm 2008, INCOMBank đổi tên thành VietinBank. VietinBank hiện có 1 Sở giao dịch, 150 Chi nhánh và trên 1000 Phòng giao dịch/ Quỹ tiết kiệm trải rộng trên toàn quốc.
Theo trang chủ của ngân hàng này:
- Có quan hệ đại lý với trên 900 ngân hàng, định chế tài chính tại hơn 90 quốc gia và vùng lãnh thổ trên toàn thế giới.
- Là ngân hàng đầu tiên của Việt Nam được cấp chứng chỉ ISO 9001:2000.
- Là thành viên của Hiệp hội Ngân hàng Việt Nam, Hiệp hội ngân hàng châu Á, Hiệp hội Tài chính viễn thông Liên ngân hàng toàn cầu (SWIFT), Tổ chức Phát hành và Thanh toán thẻ VISA, MASTERCARD quốc tế.
- Là ngân hàng đầu tiên tại Việt Nam mở chi nhánh tại châu Âu, đánh dấu bước phát triển vượt bậc của nền tài chính Việt Nam trên thị trường khu vực và thế giới.

### Các mốc lịch sử
- Ngày 26/03/1988: Thành lập các Ngân hàng Chuyên doanh, (theo Nghị định số 53/HĐBT của Hội đồng Bộ trưởng).
- Ngày 14/11/1990: Chuyển Ngân hàng chuyên doanh Công thương Việt Nam thành Ngân hàng Công thương Việt Nam, (theo Quyết định số 402/CT của Hội đồng Bộ trưởng).
- Ngày 27/03/1993: Thành lập Doanh nghiệp Nhà nước có tên Ngân hàng Công thương Việt Nam, (theo Quyết định số 67/QĐ-NH5 của Thống đốc NHNN Việt Nam).
- Ngày 21/09/1996: Thành lập lại Ngân hàng Công thương Việt Nam, (theo Quyết định số 285/QĐ-NH5 của Thống đốc NHNN Việt Nam).
- Ngày 15/04/2008: Đổi tên thành Vietinbank, thay thế tên cũ IncomBank.
- Ngày 23/09/2008: Thủ tướng Chính phủ phê duyệt phương án cổ phần hóa Ngân hàng Công thương Việt Nam, (theo Quyết định số 1354/QĐ-TTg).
- Ngày 25/12/2008: Tổ chức thành công đợt IPO trong nước.
- Ngày 04/06/2009: Nghị quyết của Đại hội Cổ đông lần thứ nhất Ngân hàng TMCP Công thương Việt Nam.
- Ngày 03/07/2009: Quyết định cấp giấy phép thành lập và hoạt động cho Ngân hàng TMCP Công thương Việt Nam, (theo Quyết định số 142/GP-NHNN của Thống đốc Ngân hàng Nhà nước Việt Nam).
- Ngày 03/07/2009: Thống đốc NHNN chuẩn y Điều lệ tổ chức và hoạt động Ngân hàng TMCP Công thương Việt Nam, (theo Quyết định số 1573/GP-NHNN)
- Ngày 03/05/2017: Vietinbank chính thức công bố bộ nhận diện thương hiệu mới

## Tranh cãi

### Đòi bồi thường

#### Tòa sơ thẩm
Theo VOV (đài tiếng nói Việt Nam), sáng ngày 17.01.2014 đại diện Ngân hàng ACB yêu cầu VietinBank phải trả số tiền gần 719 tỷ đồng cộng lãi phát sinh và đề nghị Hội đồng xét xử đưa VietinBank vào vụ án với tư cách bị đơn dân sự, với lý do là các hợp đồng tiền gửi giữa ACB với VietinBank đều hợp pháp vì được ký chữ ký thật (của ông Trương Minh Hoàng và bà Nguyễn Thị Minh Hương, hai Phó giám đốc VietinBank TP. HCM), đóng dấu thật của VietinBank. Và tiền của ACB đã chuyển vào hệ thống VietinBank, được VietinBank quản lý, trả lãi.
Ngoài ra bà Yei Pheck Joo, Tổng Giám đốc Công ty Cổ phần chứng khoán Saigonbank Berjaya (SBBS), đã đòi tòa buộc VietinBank phải bồi thường cho SBBS số tiền 225 tỷ đồng, vì SBBS đã mở tài khoản gửi tiền ở VietinBank và chuyển trực tiếp 225 tỷ đồng vào ngân hàng này, chứ không phải vào tài khoản cá nhân Huyền Như hay các công ty của Huyền Như.
Ngày 21.01.2014 Công ty An Lộc (đơn vị bị chiếm đoạt 170 tỷ) tại tòa cũng đòi VietinBank bồi thường, với lý do là không làm ăn, không quan hệ, không gặp gỡ gì Huỳnh Thị Huyền Như, chỉ chuyển tiền từ một ngân hàng khác vào tài khoản của An Lộc tại VietinBank thông qua lệnh chuyển tiền điện tử.
Ngày 27.01.2014 hội đồng xét xử phán quyết rằng VietinBank "không biết về các hành vi lừa đảo" của bà Như nên không phải chịu trách nhiệm về khoản tiền lừa đảo lên tới 4.000 tỷ đồng (200 triệu đôla Mỹ).

#### Tòa phúc thẩm
Ngày 24.12.2014, phát biểu quan điểm trong phiên xét xử phúc thẩm Huỳnh Thị Huyền Như, Viện Kiểm sát nhân dân tối cao nhận định bản án sơ thẩm sai sót nghiêm trọng và kiến nghị tòa hủy, sửa một phần để điều tra xét xử lại Huyền Như theo tội danh tham ô tài sản.
Viện KSND tối cao cho rằng là người có trách nhiệm và quyền hạn của Ngân hàng VietinBank, Huyền Như đã chiếm đoạt 1.085 tỷ đồng của VietinBank mà trước đó bản án sơ thẩm xác định số tiền này do Huyền Như lừa đảo của các doanh nghiệp. Viện kiểm sát cho rằng Công ty Phương Đông là khách hàng của VietinBank từ trước. Tương tự là trường hợp của các khách hàng khác là Công ty Hưng Yên, An Lộc, SBBS, Hoàn Cầu. Toàn bộ số tiền của năm công ty này là 1.085 tỷ đồng đã được các công ty mở và gửi vào tài khoản hợp lệ, hợp pháp, tiền này cũng đã vào đến hệ thống của VietinBank và được thống kê kế toán của VietinBank. Hồ sơ vụ án và quá trình xét hỏi cho thấy Như chỉ chiếm đoạt sau khi tiền gửi hợp pháp đã vào VietinBank. Viện kiểm sát đề nghị hội đồng xét xử tuyên buộc VietinBank phải có trách nhiệm trả tiền cho các khách hàng khi đánh mất tiền của họ.
Cùng gửi tiền vào VietinBank giống năm công ty, cùng bị chiếm đoạt, nhưng hai ngân hàng ACB và NaviBank đã bị viện kiểm sát đề nghị bác toàn bộ kháng cáo về trách nhiệm dân sự trong vụ án. Viện kiểm sát cho rằng hai ngân hàng này đã tự đặt mình vào tình trạng pháp lý để pháp luật không thể bảo vệ: "Việc mất tiền của ACB xuất phát từ lỗi của lãnh đạo ACB và Huỳnh Thị Bảo Ngọc và lỗi của nhân viên ACB tạo điều kiện thuận lợi cho Huyền Như chiếm đoạt. Chính ACB đã giao dịch trái pháp luật nên không được pháp luật bảo vệ, và vì lý do đó ACB phải chịu trách nhiệm về việc bị Huyền Như lừa đảo chiếm đoạt 718 tỷ đồng".
Về việc bác kháng cáo của NaviBank, đại diện viện kiểm sát cho rằng cũng giống ACB, NaviBank đã có hành vi trái pháp luật là gửi tiền vào VietinBank để hưởng lãi suất chênh lệch bằng cách lập các hợp đồng tín dụng giả tạo để lách luật cho vay.
Ngày 7 tháng 1 năm 2015, Tòa phúc thẩm đã xử VietinBank phải bồi thường cho 5 công ty nêu trên, kiến nghị khởi tố vụ án đối với Trương Minh Hoàng, Nguyễn Thị Minh Hương (nguyên Phó giám đốc VietinBank chi nhánh TP HCM) liên quan đến việc ký kết các hợp đồng tiền gửi của Ngân hàng ACB và một số công ty khác, tạo điều kiện để Như làm giả chữ ký chiếm đoạt tiền; kiến nghị xem xét trách nhiệm của ông Nguyễn Văn Sẻ (nguyên giám đốc VietinBank chi nhánh TP HCM), điều tra làm rõ trách nhiệm về việc để xảy ra tình trạng sai phạm kéo dài ở VietinBank.

### Vụ án dân sự 5 công ty đòi bồi thường 2070 tỷ đồng
Tại phiên tòa ngày 8-2-2018, đại diện của 5 doanh nghiệp gồm: Công ty CP Chứng khoán Saigonbank-Berjaya, Công ty CP Đầu tư Hưng Yên, Công ty CP Chứng khoán Phương Đông, Công ty CP Bảo hiểm Toàn Cầu, Công ty CP Đầu tư Thương mại An Lộc đòi VietinBank Việt Nam phải trả cho các doanh nghiệp này toàn bộ tiền gốc (số tiền bị Huỳnh Thị Huyền Như chiếm đoạt là trên 1.085 tỷ đồng) cộng với lãi suất theo quy định. Họ cho là, đã gửi tiền vào tài khoản của mình tại VietinBank theo đúng quy định của VietinBank, việc Huỳnh Thị Huyền Như tự rút tiền từ những tài khoản này là chuyện nội bộ của ngân hàng. Số tiền đòi bồi thường cụ thể là Công ty Hưng Yên hơn 400 tỷ đồng, Công ty CP chứng khoán Saigonbank-Berjaya hơn 220 tỷ đồng, Công ty Bảo hiểm Toàn Cầu hơn 149 tỷ đồng; Công ty Phương Đông gần 900 tỷ đồng và Công ty An Lộc 400 tỷ đồng.